# محمد حشم‌دار
محمد حشم‌دار (زادهٔ ۳۰ شهریور ۱۳۶۵ – درگذشتهٔ ۲۵ آبان ۱۳۹۸ در بهبهان) یکی از کشته‌شدگان اعتراضات آبان ۱۳۹۸ ایران بود.

## زندگی
محمد حشم‌دار، ۳۰ شهریور سال ۱۳۶۵ متولد شد. او متأهل بود و با همسر، مادر و برادر ۲۵ ساله‌اش «ضرغام» که سندروم داون دارد، در بهبهان زندگی می‌کرد و نان‌آورِ خانواده بود.

## کشته شدن
محمد حشم‌دار، صبح شنبه ۲۵ آبان ۱۳۹۸ با قرار قبلی برای تعمیر میز تلویزیون یک مشتری از منزل خارج شد. خواهر او در این مورد گفته‌است: «ما نمی‌دانستیم شهر شلوغ شده‌است. بهنام، برادر بزرگ‌ترم تماس گرفت و گفت بهتر است بیرون نرویم. من ۱۱:۵۳ دقیقه قبل از ظهر به محمد زنگ زدم و گفتم برگرد خانه، در این شلوغی بلایی سرت می‌آید. گفت مغازه‌ها اکثراً بسته‌است، می‌خواستم وسایل بخرم نشد، برمی‌گردم، نگران نباشید. این آخرین صحبت من با محمد بود.»
پس از آتش گرفتن بانک ملی، او برای نجاتِ کارمند گرفتار در آتش، تلاش کرد. محمد حشم‌دار، در میان معترضانی که در خیابان گود چهک، نزدیک جایی که به آن گود بقال گفته می‌شود، مقابل فروشگاه زنجیره‌ای افق کوروش تجمع کرده بودند، از ناحیهٔ گلو، مورد هدف تک‌تیراندازی از بالای مسجد بردی قرار گرفت. در این هنگام یکی از آشناهایش که در آن نزدیکی بوده‌است، پیکر او را بر روی موتورش می‌اندازد و به بیمارستان می‌برد، پس از آن با همان موتور و لباس‌های آغشته به خون به منزل محمد مراجعه کرده و حدود ساعت ۳:۳۰ بعدازظهر، مادر محمد حشم‌دار را به بیمارستان می‌رساند. در این زمان پیکر او به سردخانه منتقل شده بود. وی ششمین کشتهٔ ۲۵ آبان، در بهبهان بود.
پیکر محمد حشم‌دار، ۲۸ آبان ۱۳۹۸ در آرامستانِ شهر منصوریه، نزدیک بهبهان، در کنار آرامگاهِ خواهرش که در بیست‌سالگی درگذشته بود به خاک سپرده شد.

## حواشی
- تصاویری از پیکر آغشته به خون محمد حشم‌دار پس از اصابت گلوله، در فضای مجازی منتشر شد.[۲]
- ۳ روز پس از جان‌باختن محمد حشم‌دار، پیکر او درحالی‌که کفن شده و آماده خاک‌سپاری بود در فرمانداری اهواز به خانواده تحویل داده شد.[۱۳]
- در گواهی فوت محمد حشم‌دار، علت مرگ، «آسیب به شریان‌های حیاتی و تنفسی درنتیجه برخورد یک شی فلزی (گلوله)» درج شد.[۱]
- خانواده حشم‌دار به همراه خانوادهٔ سایر جان‌باختگان بهبهان، با طرح شکایت خواستار شناسایی و مجازات قاتلان فرزندانشان شده‌اند، اما جوابی نگرفته‌اند.[۱]
- ویدئویی از مراسم سوگواری سنتی ایل «شرونی» برای محمد حشم‌دار، در چهلم وی، در شبکه‌های اجتماعی بازتاب داشت.[۱۴][۱۵]

## هشتگکدام آبان
در آبان ۱۳۹۹، پوران حشم‌دار، خواهر محمد حشم‌دار، در مصاحبه با رادیو فردا گفت که خانواده او شکایت کردند و خواهان معرفی قاتل فرزندشان شدند، اما در پاسخ به پی‌گیری‌های آن‌ها در دادگستری بهبهان گفته‌اند پرونده همین‌جاست و باید از بالا دستور بیاید تا به شما خبری بدهیم. او در بخش دیگری از سخنانش گفت:
«از دفتر رهبر به موبایل مادرم زنگ زدند. چون مادرم سواد نداشت، گوشی را به من داد. گفتند از دفتر رهبری تماس می‌گیریم، شما شکایت کردید؟ گفتم بله. گفتند چه‌جوری بوده، چی بوده؟ گفتم برادرم آبان کشته شده. گفتند کدام آبان؟ گفتم آبان خونین ۹۸. گفتند خب پرونده شما دارد رسیدگی می‌شود. همین. اما من بعد از سالگرد برادرم هر روز مادرم را می‌برم و می‌آورم تا به جایی برسدو حداقل یک جوابی به ما بدهند.»
ساعتی پس از انتشار گزارش رادیو فردا، بسیاری از کاربران توئیتر با استفاده از هشتگ «کدام آبان» به یادآوری قتل‌هایی پرداختند که در جریان سرکوب شدید اعتراضات آبان ۱۳۹۸ رخ داد. هشتگ «کدام آبان» در کم‌تر از یک روز به ترند نخست توئیتر فارسی تبدیل شد.